# Madame Suggia
Madame Suggia ist ein Gemälde des britischen Impressionisten Augustus John aus den Jahren 1920 bis 1923, das  zum Bestand der Tate Gallery in London gehört.

## Beschreibung und Geschichte
Das lebensgroße Gemälde zeigt die portugiesische Cellistin Guilhermina Suggia mit ihrem Instrument, dem nach ihr benannten Stradivari-Cello „Bonamy Dobree-Suggia“ aus dem Jahr 1717. Das Werk war ursprünglich eine Auftragsarbeit für Suggias Verlobten Edward Hudson, nach der Auflösung der Verlobung vollendete John das Werk jedoch eigenständig ohne Bezahlung. John arbeitete drei Jahre an der Fertigstellung, in über achtzig mehrstündigen Sitzungen saß ihm Suggia Modell. Das Bild gilt aufgrund der Größe und der Abstimmung von Darstellung und Farbe als eines der besten Porträts des Künstlers. Obwohl es eine Reihe von Hinweisen auf eine intime Beziehung gab, wurde dies von Maler und Modell immer bestritten.
Die Suggia wird vor einem üppig drapierten braunen Vorhang in einem voluminösen roten Kleid mit expressiv aufgeworfenen Falten dargestellt, unter dem ihr beschuhter Fuß zu sehen ist; sie hält das Cello sitzend zwischen ihren Beinen. Ihr Spielarm ist völlig ausgestreckt, ihr Kopf leicht nach rechts hinten zurückgeworfen, während sie das glänzend polierte Instrument spielt. Auf diese Weise fängt das Werk die Dynamik des musikalischen Ausdrucks und die Emotionalität Suggias beim Spiel ein. In der 1962 erschienenen Biografie Pablo Casals vermutet der Verfasser Juan Alavedra, das Porträt Johns könnte von Jean-Marc Nattiers (1685–1766) Gemälde Henriette von Frankreich spielt Bass-Violine beeinflusst sein, das John in Versailles gesehen habe, als er dort 1919 an der Friedenskonferenz von Versailles teilnahm, wo er eine Reihe von Delegierten porträtierte.

Jean-Marc Nattier: Madame Henriette de France, 1754, Schloss Versailles

Das Porträt prägte die Wahrnehmung Suggias in der Öffentlichkeit, viele Konzertbesucher kannten das Bild oder seine Beschreibung, bevor sie die Musikerin jemals gehört hatten. Später wurde Suggia häufig als „subject of the famous portrait by Augustus John“ charakterisiert.
Nach einer Aufsehen erregenden Ausstellung im Alpine Club, an der die Infantin von Spanien und weitere Vertreter des europäischen Adels teilnahmen, wurde das Gemälde für die immense Summe von 5000 Pfund von William P. Clyde, Jr., dem Besitzer der Clyde Steamship Company erworben, der es in zahlreichen Ausstellungen in den USA zeigte. Es war unter anderen im Carnegie Museum in Pittsburgh, im Cleveland Museum of Art, Cleveland, Ohio und der Pennsylvania Academy of Fine Arts in Philadelphia zu sehen. In Pittsburgh konnte es sich gegen ein Gemälde von André Derain durchsetzen und gewann auf der International Exhibition 1924 den mit $ 1500 dotierten ersten Preis. Die englischen Verehrer von Guilhermina Suggia empfanden den Verlust dieses „nationalen Schatzes“ als schmerzlich. Der Kunsthändler Joseph Duveen kaufte daher 1925 das Bild für eine unbekannte Summe zurück und stiftete es der Londoner Tate Gallery, in der es seitdem ausgestellt ist.